# The Harvest Floor
The Harvest Floor è il quarto album in studio del gruppo statunitense Cattle Decapitation, pubblicato nel 2009.

## Tracce
Testi di Travis Ryan, musiche dei Cattle Decapitation.
1. The Gardeners of Eden – 5:39
2. A Body Farm – 3:29
3. We Are Horrible People – 3:56
4. Tooth Enamel and Concrete – 2:57
5. The Ripe Beneath the Rind – 2:50
6. The Product Alive – 3:05
7. In Axetasy – 4:43
8. Into the Public Bath – 3:11
9. The Harvest Floor – 3:07
10. Regret and the Grave – 4:40

## Formazione
Gruppo
- Travis Ryan – voce; tastiera e percussioni (traccia 9)
- Josh Elmore – chitarra
- Troy Oftedal – basso
- David McGraw – batteria

Altri musicisti
- Ross Sewage – voce ospite (traccia 4)
- Dino Sommese – voce ospite (traccia 6)
- Jackie Perez Gratz – violoncello elettrico (tracce 3, 9 e 10)
- John Wiese – programmazione (tracce 1 e 9)
- Jarboe – armonizzazioni vocali (traccia 10)
- Billy Anderson – tastiera e percussioni (traccia 9)